# Обогатительная фабрика

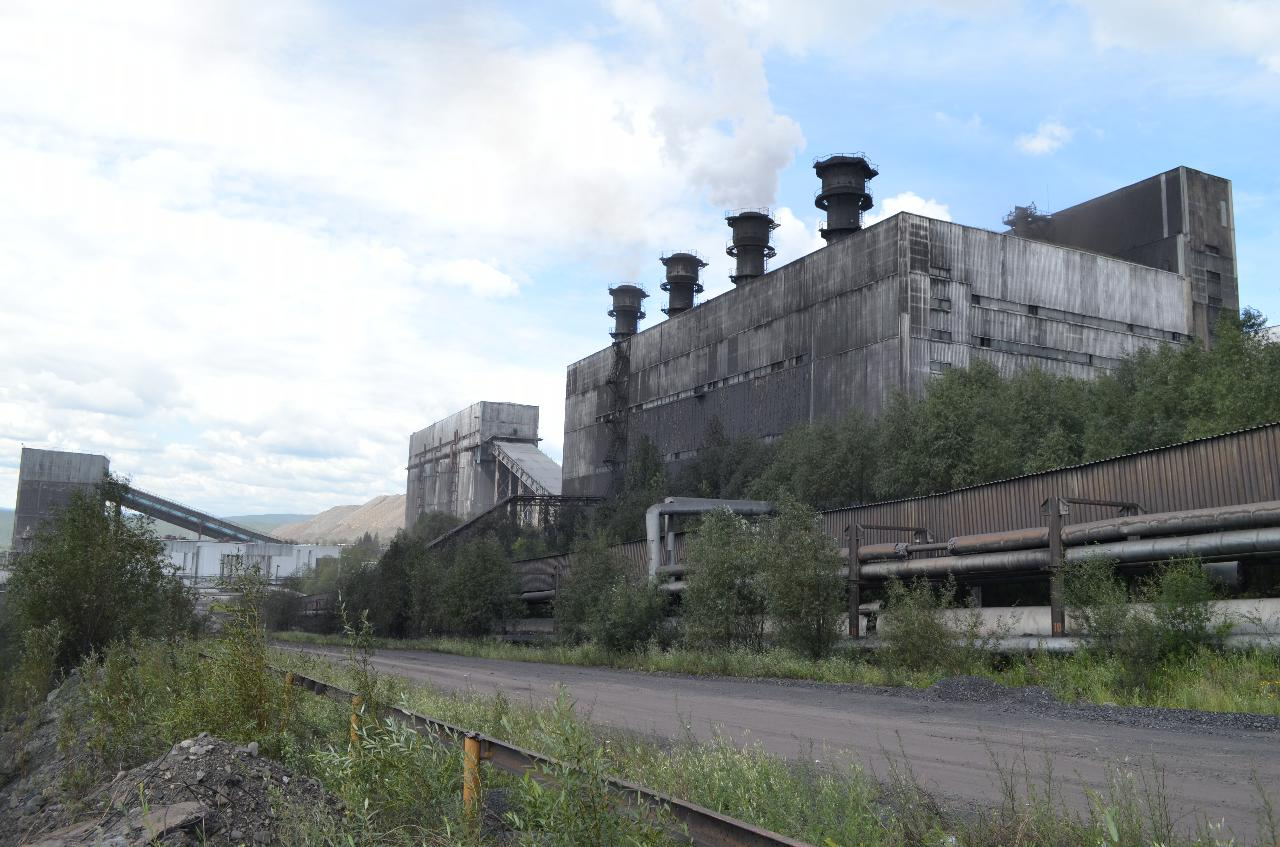
Обогатительная фабрика Нерюнгринского угольного разреза

Обогати́тельная фа́брика — горное предприятие для первичной переработки твёрдых полезных ископаемых с целью получения технически ценных продуктов, пригодных для промышленного использования. Часто обогатительная фабрика входит в состав горно-обогатительного комбината.
С помощью различных технологий (флотация, магнитная сепарация и других) на обогатительных фабриках из добытой руды получают концентрат, в котором содержание полезного компонента намного выше, чем в исходном сырье.
На обогатительных фабриках перерабатываются (обогащаются) руды цветных металлов, руды чёрных металлов, неметаллические полезные ископаемые и уголь.
Также на обогатительных фабриках получали радиоактивный уран в период становления ядерного проекта СССР.

## Классификация
В зависимости от взаимного расположения «добывающее предприятие — фабрика» различают обогатительные фабрики:
- индивидуальные — для обогащения полезных ископаемых, поступающих только с одного добывающего предприятия, которые, как правило, располагаются на одной с этим предприятием промышленной площадке;
- групповые и центральные — для обогащения полезных ископаемых нескольких добывающих предприятий, расположенные отдельно от добывающих предприятий[1].

Кроме того, существуют обогатительные фабрики, входящие в состав предприятия-потребителя: обогатительные фабрики при коксо-химических и металлургических заводах.
В зависимости от используемых процессов переработки, обогатительные фабрики разделяют на:
- дробильно-сортировочные;
- промывные;
- гравитационные;
- флотационные;
- магнитного обогащения;
- с комбинированной технологией.

К числу последних относят операции обжига или гидрометаллургию.
В зависимости от компоновки различают фабрики вертикального, горизонтального и ступенчатого расположения. Для вертикального расположения характерна самотёчная система внутрифабричного транспортирования материала (в практике встречается редко из-за циркуляционных нагрузок). Для горизонтального — разветвлённо-механизированная система транспорта (используется тоже редко, требует большой промышленной площадки). Для ступенчатого — самотёчно-механизированная система транспорта.
С 1980-х годов применяется модульный принцип проектирования и строительства обогатительных фабрик на основе стандартных блоков (дробления, раздробления, флотации и т. д.). Существует также односекционная компоновка с однопоточной схемой и установкой высокопроизводительного оборудования. В США, Чехии, России, на Украине распространены многосекционные обогатительные фабрики, преимущественно со ступенчатой компоновкой.

## Технологический процесс
Горная масса проходит процессы дробления, грохочения, классификации, основное обогащение полезного ископаемого с выделением концентратов и отходов, обезвоживания и сгущения. Готовый продукт (концентрат) отправляют в бункеры или на склады, откуда он идёт на дальнейшую переработку или отпускается потребителю, а отходы в виде водно-песчаной (водно-глинистой) суспензии направляются в отвалы.
Для обогатительного производства характерна значительная энергоёмкость.